# Izabela Abramowicz
Izabela Abramowicz (Lutosławice, 9 november 1889 - Łęczyca, 22 januari 1973) was een Poolse wiskundige en wiskundedocente. Ze werd geëerd met het Ridderkruis in de Orde van Polonia Restituta voor haar inzet voor het wiskundig onderwijs.

## Leven
Izabela Abramowicz werd geboren in 1889 in Lutosławice, Congres-Polen (toen onderdeel van het Russische rijk), als dochter van Tomasz Franciszek Abramowicz, een onderwijzer, en Maria Petronela Gniotek). Ze had twee broers, Kazimierz (die ook wiskundige zou worden) en Zygmunt.
Abramowicz studeerde in 1907 af aan het Staatsgymnasium in Bobrujsk. Ze studeerde aan de Faculteit Wiskunde en Natuurkunde van de Sint-Vladimir Universiteit in Kiev en behaalde een bachelordiploma met een gouden medaille voor haar proefschrift Over dubbele integralen op algebraïsche oppervlakken. Haar proefschriftbegeleider was Boris Yakovlevich Bukreev.
Ze kreeg toestemming van de minister van Onderwijs om zonder beurs aan de universiteit te blijven ter voorbereiding op haar masterdiploma, waaraan ze in 1918 bijna had voldaan.
In 1923 verhuisde ze naar Łęczyca, vlak bij Poznań, waar ze bleef tot de Tweede Wereldoorlog. Tijdens de Duitse bezetting van Polen, tussen 1942 en 1944, werd ze gearresteerd en tewerkgesteld in verschillende fabrieken in Poznań en Luboń. Na de oorlog keerde ze terug naar Poznań.
Abramowicz stierf op 22 januari 1973 en werd begraven in de parochiekerk in Wiry.

## Carrière
Tussen 1917 en 1920 was Abramowicz docente aan de Poolse Universiteit in Kiev. De universiteit werd in 1916 initieel opgericht om geesteswetenschappen te onderwijzen. De onderwijsmogelijkheden werden later uitgebreid met wiskunde en wetenschappen. De faculteit bestond uit Poolse academici die lesgaven aan Russische universiteiten. Abramowicz was een van de twee vrouwen op de faculteit.
Ze gaf ook les in drie plaatselijke middelbare scholen.
In 1923 begon Abramowicz als wiskundelerares aan een school in Wolsztyn. In de jaren 1924–1939 was ze wiskundelerares aan het Algemeen Zamoyski Staatsgymnasium in Poznań.
Abramowicz was lid van de Poolse Wetenschappelijke Vereniging in Kiev waarbij ze drie wiskundige conferenties bijwoonde: het 1e Poolse Wiskundige Congres in Lviv (1927), het 1e Congres van Wiskundigen van Slavische Landen in Warschau (1929) en het 2e Poolse Wiskundige Congres in Vilnius (1931).
Na het einde van de oorlog gaf ze tot 1953 wiskunde aan het gymnasium van Zamoyski, waarna ze haar laatste uitdaging aanging aan de Adam Mickiewicz-school, waar ze in 1968 met pensioen ging.
Voor haar inzet op het gebied van het onderwijs, ontving Abramowicz het Ridderkruis in de Orde van Polonia Restituta.